# Ted Henter
Ted Henter es un programador y empresario estadounidense. Estudió una ingeniería, pero no aprendió a programar en ordenadores y comenzó su propio negocio hasta después de quedarse ciego en un accidente de coche en 1978, lo que truncó una prometedora carrera como motociclista internacional. 
En 1987, se juntó con su amigo y empresario Bill Joyce para fundar Henter-Joyce. En esta asociación, produjeron JAWS, un lector de pantalla para DOS, y más tarde para Windows.
Más adelante, Henter-Joyce se fusionó con otras compañías para formar Freedom Scientific. Actualmente, Henter permanece como uno de los directores de Freedom Scientific, aunque en 2002 fundó Henter Math, que produce software para ayudar con las matemáticas a quienes tienen problemas para usar lápices (puede ser tanto por razones de ceguera como por dificultades en el aprendizaje).